# Дончо Живадинов
Дончо (Донче) Хаджисанков Живадинов (изписване до 1945 година: Дончо хаджи Санковъ Живадиновъ) е български общественик, деец на Българските акционни комитети по време на Българското управление в Македония (1941 – 1944).

## Биография
Дончо Живадинов е роден на 1 октомври 1881 година в град Щип, тогава в Османската империя. Работи като обущар. При избухването на Балканската война в 1912 година е доброволец в Македоно-одринското опълчение и служи в четата на Иван Бърльо, а след това в I рота на XIV воденска дружина. През 20-те години на XX в. е помощник-кмет на град Щип и като такъв е заподозрян в организирането на убийството на генерал Михайло Ковачевич. Осъден е на смърт, но е помилван на 20 години тежък затвор, от които излежава 15 години.
На 17 април 1941 година влиза в Щипския изпълнителен комитет на Българските акционни комитети.
На 15 февруари 1943 година, като жител на Щип, подава молба за българска народна пенсия. В молбата си казва, че е „по народност българин и от български произход и деец за освобождението и обединението на родината ни Македония към майката България“. Молбата е одобрена и пенсията е отпусната от Министерския съвет на Царство България.
- Пенсионната папка на Дончо Живадинов
- Животописна бележка на Дончо Живадинов към молбата му за българска народна пенсия, 16 февруари 1943 година
- Молба от Дончо Живадинов за българска народна пенсия, 18 февруари 1943 година